# Trưng cầu dân ý hiến pháp Campuchia, 1972
Một cuộc trưng cầu dân ý hiến pháp được tổ chức ở Campuchia vào ngày 30 tháng 4 năm 1972. Những thay đổi đã được 97,5% cử tri tán thành.

## Kết quả
| Lựa chọn                     | Số phiếu  | %    |
| ---------------------------- | --------- | ---- |
| Thuận                        | 1,608,293 | 97.7 |
| Chống                        | 41,172    | 2.5  |
| Phiếu không hợp lệ hay trắng | 866       | -    |
| Tổng số phiếu                | 1,650,331 | 100  |
| Nguồn: Nohlen                |           |      |